# Muziekboog

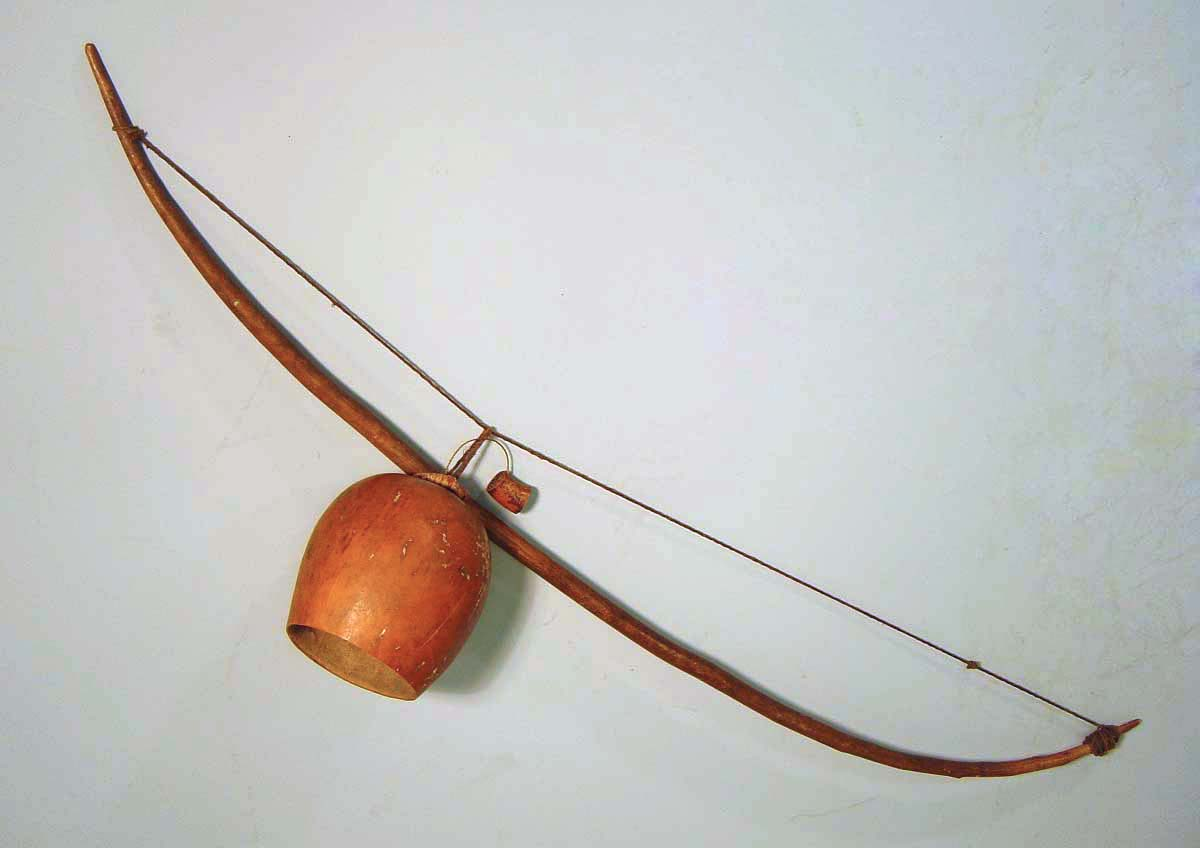
Muziekboog

De muziekboog is een muziekinstrument dat hoort bij de familie van de chordofonen, meer bepaald een flexibele staafciter in de groep van de eenvoudige chordofonen.
Het instrument is samengesteld uit een houten boog van 100–150 cm lengte, opgespannen met een pees gemaakt uit plantaardige vezels, pezen uit dierlijk materiaal of (meer recent) een metalen draad. Aan het booghout is vaak een kalebas als klankkast bevestigd. Deze kan evenwel verwijderd worden zonder dat de snaar van het instrument verwijderd of beschadigd moet worden. Bij de bespeling wordt met een houten staafje of steentje op de snaar geslagen. Vaak heeft de uitvoerder nog een kleine rammelaar vast in diezelfde hand waardoor bij elke slag van het stokje deze ritmisch mee klinkt.
Door middel van twee lusjes wordt de pees dichter bij de boog gebracht en nog een derde lusje, het belangrijkste, verdeelt de pees in twee ongelijke delen. Zo ontstaan er twee verschillende tonen, meestal een kwart of een kwint, als grondtonen. Deze lus wordt met een touwtje verbonden aan de kalebasklankkast. Om de klankkast gescheiden te houden van de muziekboog wordt een stoffen doekje of een kussentje van bijvoorbeeld bananenschors tussen beide geplaatst, zodat er geen direct, storend contact is tussen de boog en de kalebas.
Om het instrument te bespelen wordt de boog met de linkerhand verticaal voor het lichaam gehouden en de kalebas tegen het lichaam gedrukt. Met de rechterhand worden een dun stokje, waarmee de snaar wordt aangeslagen, en een rammelaar vastgehouden. Naast de twee grondtonen die de snaar produceert, kan met de wijs- of middenvinger het bovenste (langste) gedeelte van de pees nog ingekort worden waardoor de verhouding van volgende drie tonen ontstaat: secunde/kwart of kwint.
Het instrument is zeer populair zowel om zijn akoestische kwaliteiten als om zijn ritmische cadensering. Het repertoire handelt over religie, politiek, geschiedenis; persoonlijke zaken, alledaagse voorvalletjes... 
De muziekboog is verspreid over het Afrikaanse continent en zou van oorsprong afkomstig zijn uit Tanzania. Gedurende de geschiedenis is door het slaventransport de muziekboog ook verspreid op het Amerikaanse continent. Het dient er tegenwoordig vaak om de Braziliaanse vechtdans capoeira te begeleiden. Pas in de twintigste eeuw infiltreert het instrument in Rwanda. Door de grote verspreiding kent het zeer verschillende inlandse benamingen: ekidongo, idono, jinjelin, kalumbo, lokombi, longombi, lunzenze, nsambi, umuduri, berimbau…